# 減点パパ
『減点パパ』（げんてんパパ）は、古谷三敏（ファミリー企画を含む）による漫画作品。『週刊ポスト』で連載されていた。単行本は小学館（POST COMICS）より発売されており、第1巻の初版は1980年（昭和55年）5月20日に発行された。また、愛蔵版は中央公論社より刊行されている。

## 概要
減点一家のほのぼのとした日常生活の中に、薀蓄を織り込んだ漫画作品である。一話4 - 6ページの構成になっている。薀蓄は古谷の影響を受けているのか、食べ物と酒に関するものが多い。
各作品の冒頭、週刊ポスト連載時に題字と回数が記載されていた部分には、古谷の体験談や豆知識、それにポケットジョークなどの短文が掲載されている。第一回目には「（前略）男はいつまでたっても亭主意識や親父意識を持てず、うろたえて生きている、あわれな生き物なのである。『減点パパ』は、このような、ぎこちなくも心優しい男どもに捧げる鎮魂歌なのだ」と作品を描いた動機が書かれている。なお最初の薀蓄は、御節料理に関するものであった。
ストーリーはパパが自慢げにウンチクを語り終わった後、ママがオチのキツイ一言（これは夜の夫婦生活、下ネタに関連したものが多い）で締めるというものが多い。電卓、魔法瓶、ワードプロセッサの話題で家族が盛り上がるなど、当時の世相を反映した作品になっている。

## 登場人物
パパ
主人公。42歳。身長166センチ（推定）。体重67キロ。千代田区一ツ橋にある大会社(小学館の所在地と同じ)の課長。四角い顔に短髪、ヒゲが濃い。『BARレモン・ハート』のマスターに酷似している。それゆえか、豪華版の表紙にはレモンハートのマスターが描かれている。酒好き。痛風と糖尿病の気がある。いぼ痔持ち。ゴルフ好きだが下手。麻雀が好き。年収は336万円（昭和55年当時）。徹底した父権主義者であり、しばしば戦後民主主義が日本人を堕落させたと主張している。
ママ
女子大卒。メガネをかけている。髪型はオールバックが基本だが、回によって若干変わることもある。パパの知らないオパールを花瓶の中に隠しておくなど、蓄財に優れている。料理の腕は今ひとつで、パパによく説教をされている。酒癖があまり良くない。とぼけているが、パパよりもしたたかで、スケベ。
一郎
長男。小学生。愛称はクリ坊。普段は温厚だが、パパに憎まれ口をたたくときもある。
モモコ
長女。小学生。博打に強い。
藤野
パパの友人で麻雀仲間だが、顔は一切登場しない。パパ同様食べ物や酒に造詣があり、家で自家製のぬか漬けを作っている。時々パパの家にお土産を置いて帰ることもある。

## パパのこだわり
- 本当のうどんのうまさは、素うどんでなければわからない。せいぜい刻みネギとゆずの皮を少々、それに一味唐辛子のみを使う。
- ウイスキーを水割りで飲むのは邪道。
- くさやは必ず身のほうから焼く。絶対に焼きすぎてはいけない。焼いてすぐ食べるより、すこし経ってからのほうがうまい。

## 関連書籍
- 『男のウンチク学』講談社、1984年。
- 『続・男のウンチク学』講談社、1985年。
- 『続々・男のウンチク学』講談社、1986年。